# トヨタ・ミュージック・ネットワーク
トヨタ・ミュージック・ネットワーク は、1969年頃から2009年3月27日まで独立局のラジオ関西、NRN単独局のKBS京都などに放送されていたネット番組である。制作局はTBSラジオだが、同局での放送はなかった（いわゆる裏送り番組である）。

## 出演
- 馬場こずえ（担当時期不明）
- 一城みゆ希（声優、1974年 - 終了）

## 概要
- 番組タイトル通りトヨタ自動車とトヨタの販売店が一社提供を務めていた。
- 月曜日から木曜日は、一城の小芝居を交えた生活情報と音楽を2曲、金曜日はリスナーのリクエストに答える。
- 「お相手は、“あなたの”一城みゆ希でした。」が金曜日のエンディングのお約束である。
- トヨタの業績悪化に伴う広告費削減などの理由により2009年3月27日に放送終了となり、およそ40年の歴史に幕を閉じた。

### 番組の変遷
ラジオ関西
- ラジオ関西での放送開始当初は30分番組で月曜から土曜まで放送されており、「〜歌謡曲で行こう〜」というサブタイトルが付いていた。放送時間は14:30〜15:00。
- 1973年頃に現在の月 - 金曜の15分番組になった。その当時の放送時間は14:45 - 15:00。
- 1976年頃から2009年3月の最終回まで、月 - 金曜15:45 - 16:00で放送。1976年当時ラジオ関西で人気番組であった「奥田ひろゆき登場!!〜ごきげんジョッキー〜」の放送時間を拡大するために、「ミュージック・ネットワーク」の放送時間を1時間繰り下げたものと推定されている。また放送終了までの間、同じ音楽番組である「歌声は風に乗って」（ラジオ関西の自社制作。1961年放送開始で現在も放送中）の前座番組となっていた。

KBS京都
- 開始当初は月 - 木曜は16:15 - 16:30（16:30から「上岡龍太郎のなつメロ大全集」を放送していたため）、金曜は17:00 - 17:15で放送されていた。なつメロ大全集がタイトル小変更のうえ15:00スタートとなってからは全曜日通しで17:35-50となった（月－木は順番が逆になった）。

## 放送局・放送時間
※いずれも月〜金曜
- ラジオ関西（CRK） - 15:45 - 16:00
- KBS京都 - 16:45 - 17:00

### 過去に放送していた局
- 西日本放送（RNC） - その時の放送時間は月 - 金曜16:05 - 16:20
その後夕方のトヨタ枠は、16:30から「トヨタ・話のピットイン」として綜合放送制作の10分番組を2009年3月まで放送していた。
- 山口放送（KRY） - その時の放送時間は月 - 金曜日16時台中盤
JRN加盟後は「小沢昭一の小沢昭一的こころ」同時ネットとなり、KRYにおける夕方のトヨタ枠は同番組に移行した。

## スタッフ
- ディレクター：進藤誠人
- 構成：田川明子
- ミキサー：村内幸一

## 備考
- 実際の製作はTBSの関連会社、テレコム・サウンズ。
- この番組は当時の「小沢昭一の小沢昭一的こころ」と全く同じCMのコマ数が設定されていた。「昭一的こころ」時代のCMのコマ数は7コマで、「ミュージック・ネットワーク」のCMのコマ数も2009年3月の番組終了まで7コマあった。事実上CRK・KBS、そして当時NRN単独系列局時代のRNC・KRY向けに作られた裏送り用の番組の意味合いが強かった。
その後「昭一的こころ」の後番組だった「トヨタ うわさの調査隊」は6コマ（ネット局により異なる）、RNCの「話のピットイン」は10分枠になった頃にCMのコマ数が5コマに減らされた。
- 「ミュージック・ネットワーク」を放送していたCRKでの提供クレジット後の最後のCM明けの穴埋めの曲と、「昭一的こころ」をネットしていたABCラジオ（朝日放送）など全国のJRN系列局での提供クレジット後の最後のCM明けの穴埋めの曲に、ビブラフォンを基調に演奏しジャズ風にアレンジされた「幸せのこの道を」という楽曲が、共通して使用されていた。また1995年1月の阪神・淡路大震災後しばらくの期間はトヨタやディーラー各社がCMを自粛し、CMの枠をずっとこの曲で埋めていた。なお、「幸せのこの道を」自体は、2007年3月で使用終了となっている。
- 2006年4月から2007年3月までの1年間は、CRKでは放送終了直後、ヒッチハイク扱いでトヨタのCMが1コマ流れていた。
- 本番組も「小沢-」もネットしていない局の大半は、「トヨタミュージックドライブ」を放送していた。岐阜放送では17時前にその時々のワイド番組のコーナーとして存在した。